# Gino Guyer
Gino Guyer (Colaraine, Minnesota, 1983. október 14. –) amerikai profi jégkorongozó.

## Karrier
Komolyabb junior karrierjét az United States Hockey League-es Lincoln Starsban kezdte 2000-ben. Ebben a csapatban 2002-ig játszott. 2002-ben felvételt nyert a Minnesota Egyetemre és az egyetemi csapatban folytatta pályafutását. A 2003-as NHL-drafton a Dallas Stars választotta ki az ötödik kör 165. helyén. A National Hockey League-ben sosem játszott. 2006-ig tanult és játszott az egyetemen. A 2005–2006-os bajnoki év végén bemutatkozott a felnőttek között az American Hockey League-es Philadelphia Phantomsban négy mérkőzésen. 2006–2007-ben az ECHL-es Texas Wildcatters két mérkőzés után átkerült a szintén ECHL-es Alaska Acesbe ahol hat mérkőzést játszott. A következő szezonban az Alaska Acesben kilenc mérkőzést követően átigazolt az ECHL-es Phoenix Roadrunnersbe. A teljes 2008–2009-es idényt ebben a csapatban töltötte. A 2009–2010-es évre az ECHL-es Bakersfield Condorshoz írt alá. 2010 és 2013 között Európában játszott. Két évet a norvég ligában és egy évet az olaszban. 2013 végén vonult vissza.

## Sikerei, díjai
- Minnesota Mr. Hockey: 2002
- WCHA-bajnok: 2003
- NCAA-bajnok: 2003
- WCHA-bajnok: 2004
- Az év játékosa Norvégiában: 2011
- Norvég All-Star válogatott: 2011